# Eotetranychus thewkei
Eotetranychus thewkei är en spindeldjursart som beskrevs av Baker och James P. Tuttle 1994. Eotetranychus thewkei ingår i släktet Eotetranychus och familjen Tetranychidae. Inga underarter finns listade i Catalogue of Life.